# Tempio di tutte le religioni
Il Tempio di tutte le religioni (in russo Храм всех религий?, Chram vsech religij; in tataro Барлык диннәр гыйбәдәтханәсе, Barlıq dinnär ğıybädätxanäse), chiamato anche Tempio dell'universo (in russo Вселенский храм?, Vselenskij chram; in tataro Бөтен галәм гыйбәдәтханәсе, Böten galäm ğıybädätxanäse), è un complesso architettonico sito nel microdistretto Staroe Arakčino di Kazan', in Russia. Consiste in una serie di diversi modelli di architettura religiosa, tra cui spiccano una chiesa ortodossa, un minareto, una sinagoga e una pagoda. Nonostante i lavori di costruzione siano iniziati nel 1992, la struttura non è ancora stata completata interamente.

## Storia
L'idea di dar vita al tempio è stata concepita dall'artista, architetto e filantropo Il'dar Mansaveevič Chanov, nota figura pubblica di Kazan'. Il complesso funge da spazio culturale e residenza per Chanov e i suoi assistenti. In particolare, è conosciuto l'impegno dell'artista nella lotta contro le piaghe sociali della tossicodipendenza, dell'alcolismo e altre forme di disagio. Molte delle persone da lui aiutate hanno contribuito alla costruzione e al sostentamento del centro, sia attraverso donazioni sia per mezzo di sponsorizzazioni.
Il tempio non ospita cerimonie religiose. Viene definito solo come "centro culturale internazionale di solidarietà". Il suo fondatore lo ha anche descritto come un "tempio di cultura e verità". Rappresenta inoltre un importante punto di riferimento per una città come Kazan', in cui convivono pacificamente e orgogliosamente popoli di fede e cultura diverse (tatari islamici, russi ortodossi e altre comunità meno numerose). La particolarità architettonica e culturale del luogo lo ha reso anche un'attrazione turistica di primo piano per la città. Quando la struttura verrà completata avrà 16 cupole, corrispondenti alle 16 maggiori religioni del mondo, incluse quelle delle civiltà scomparse.

## Galleria d'immagini

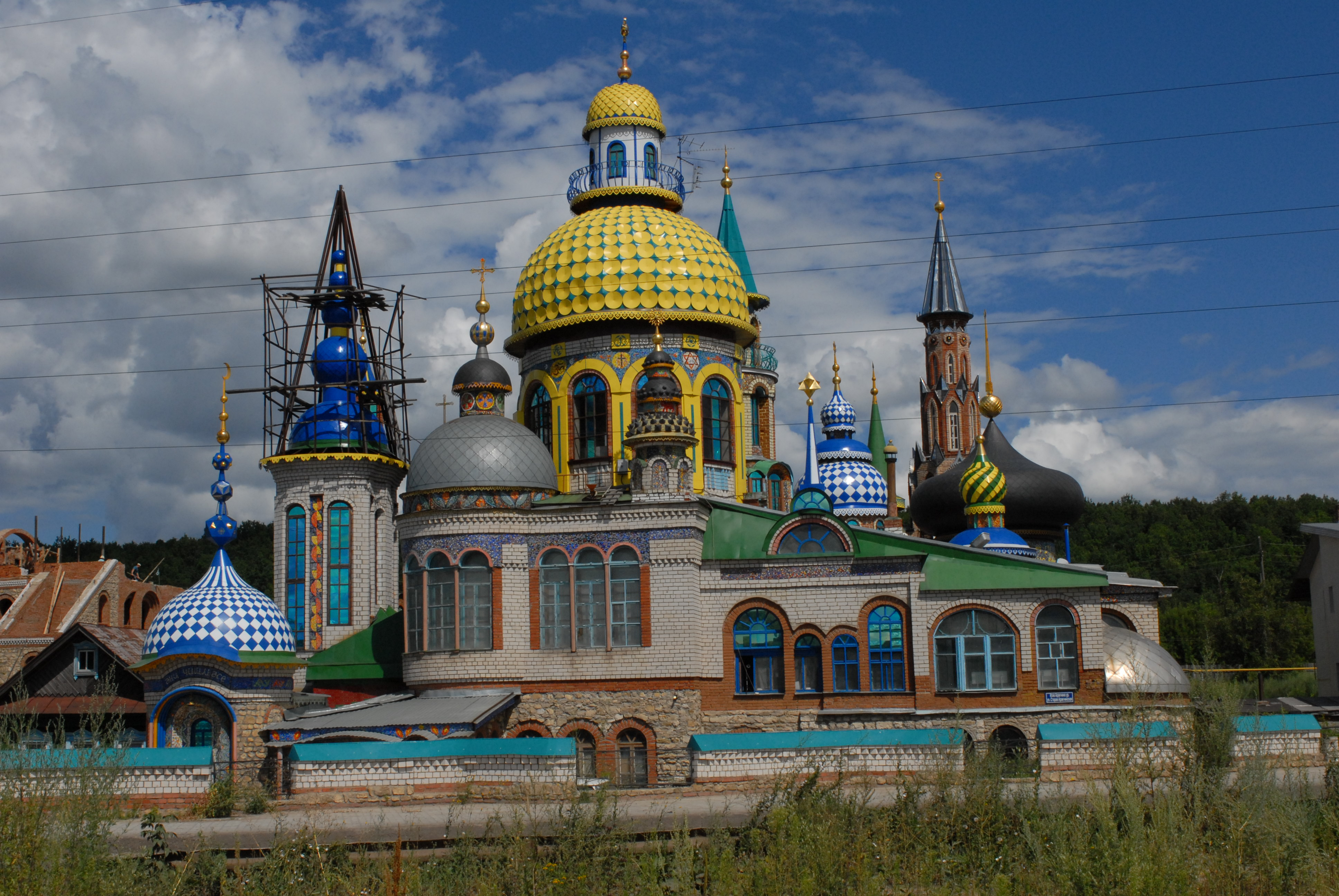
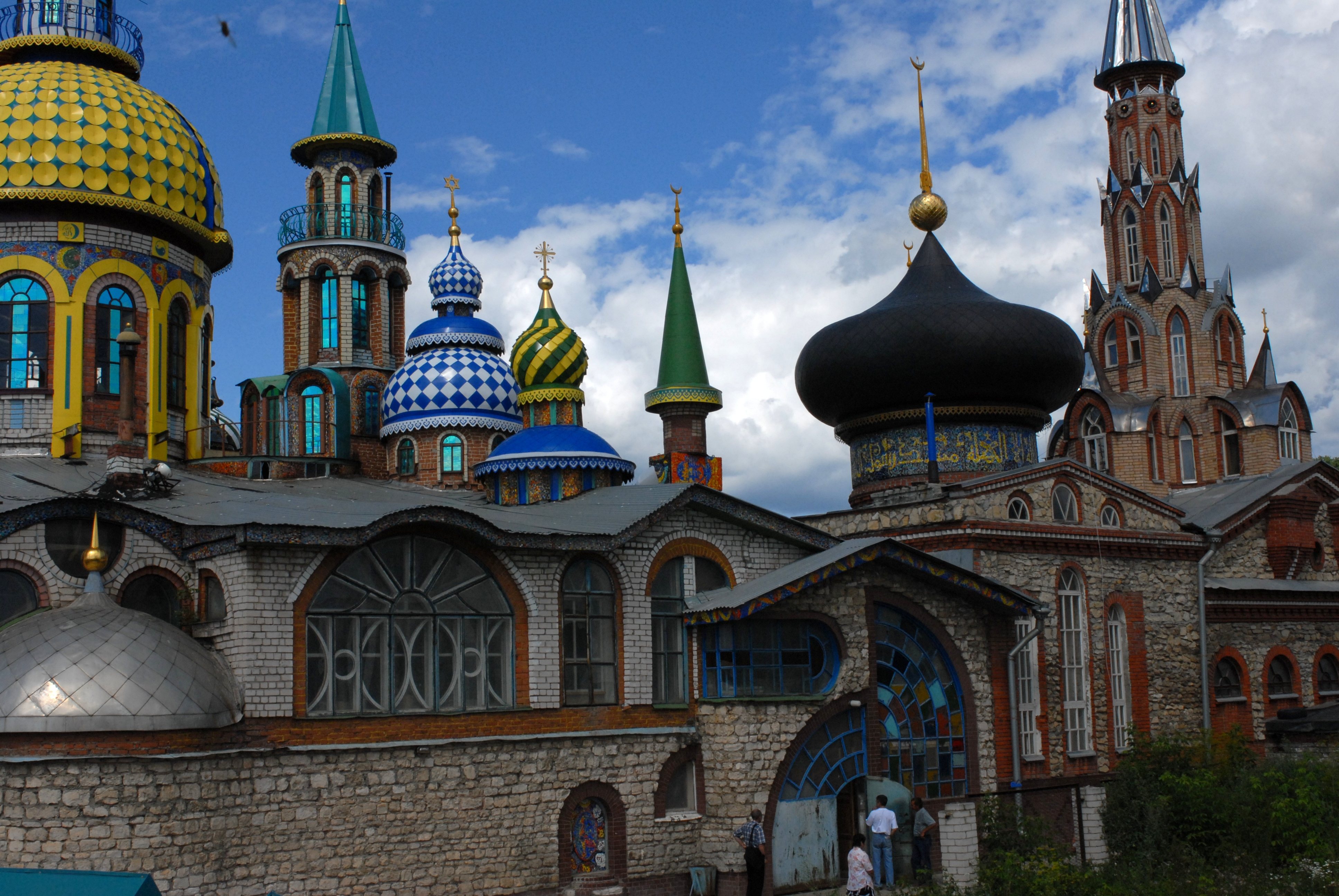
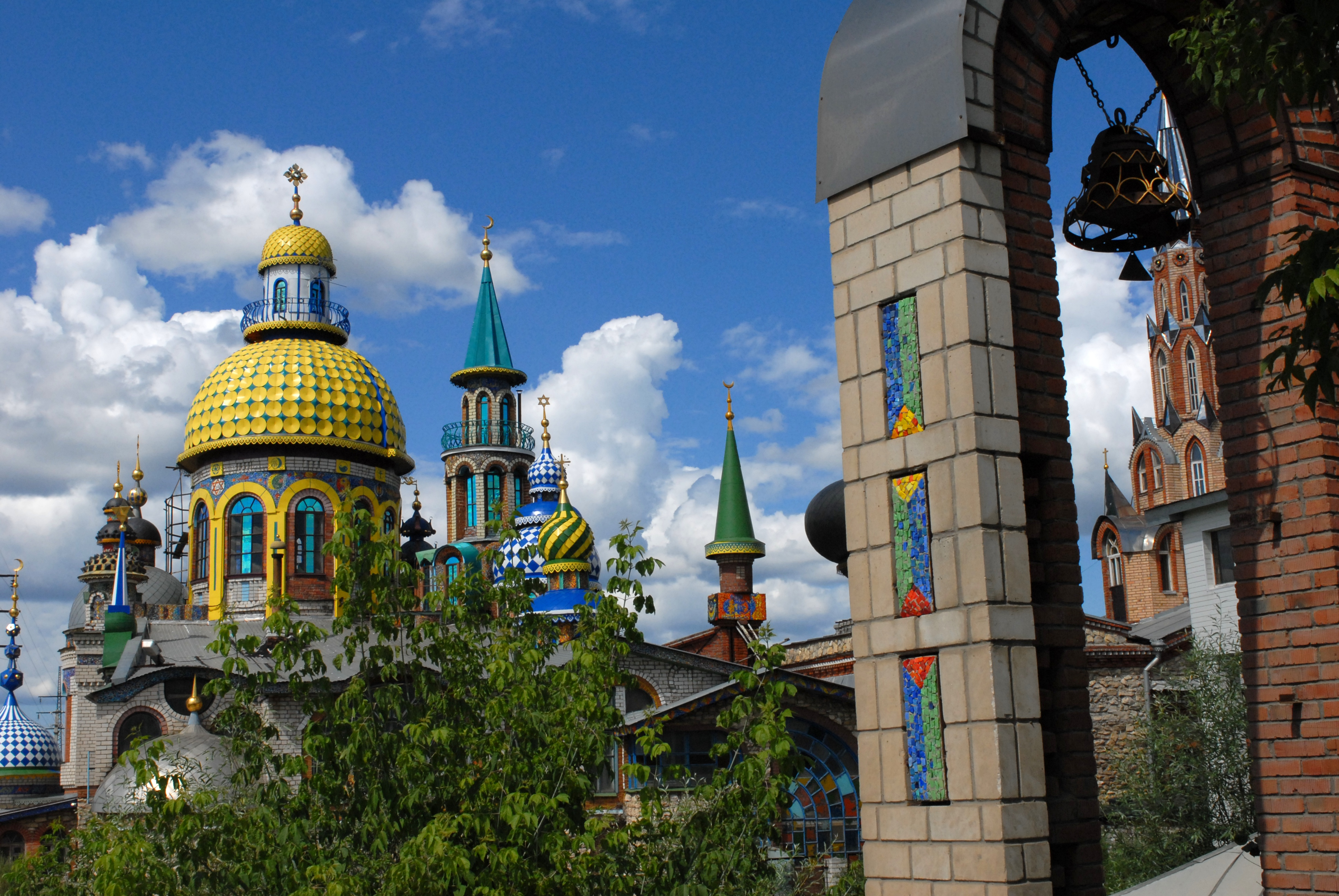
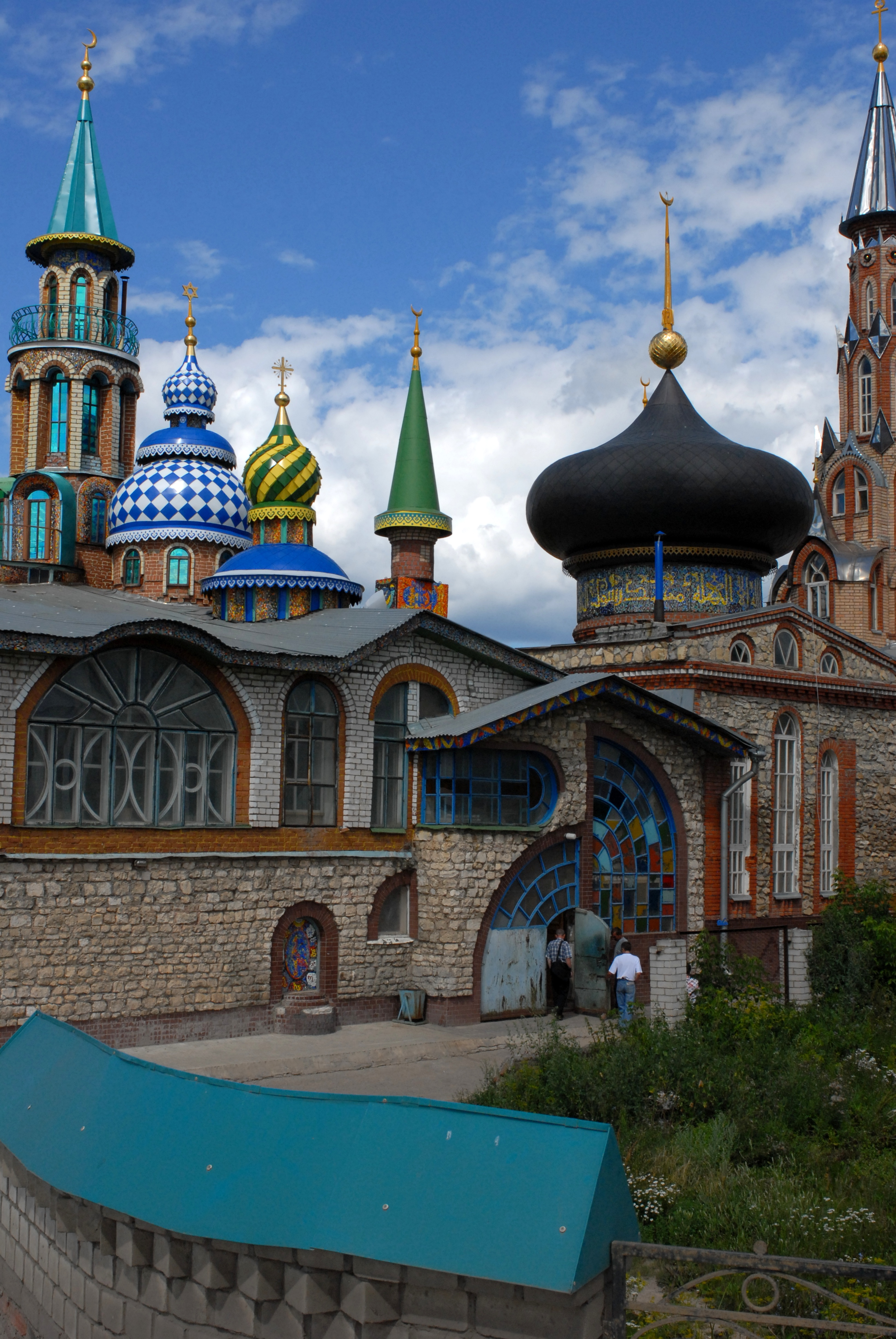
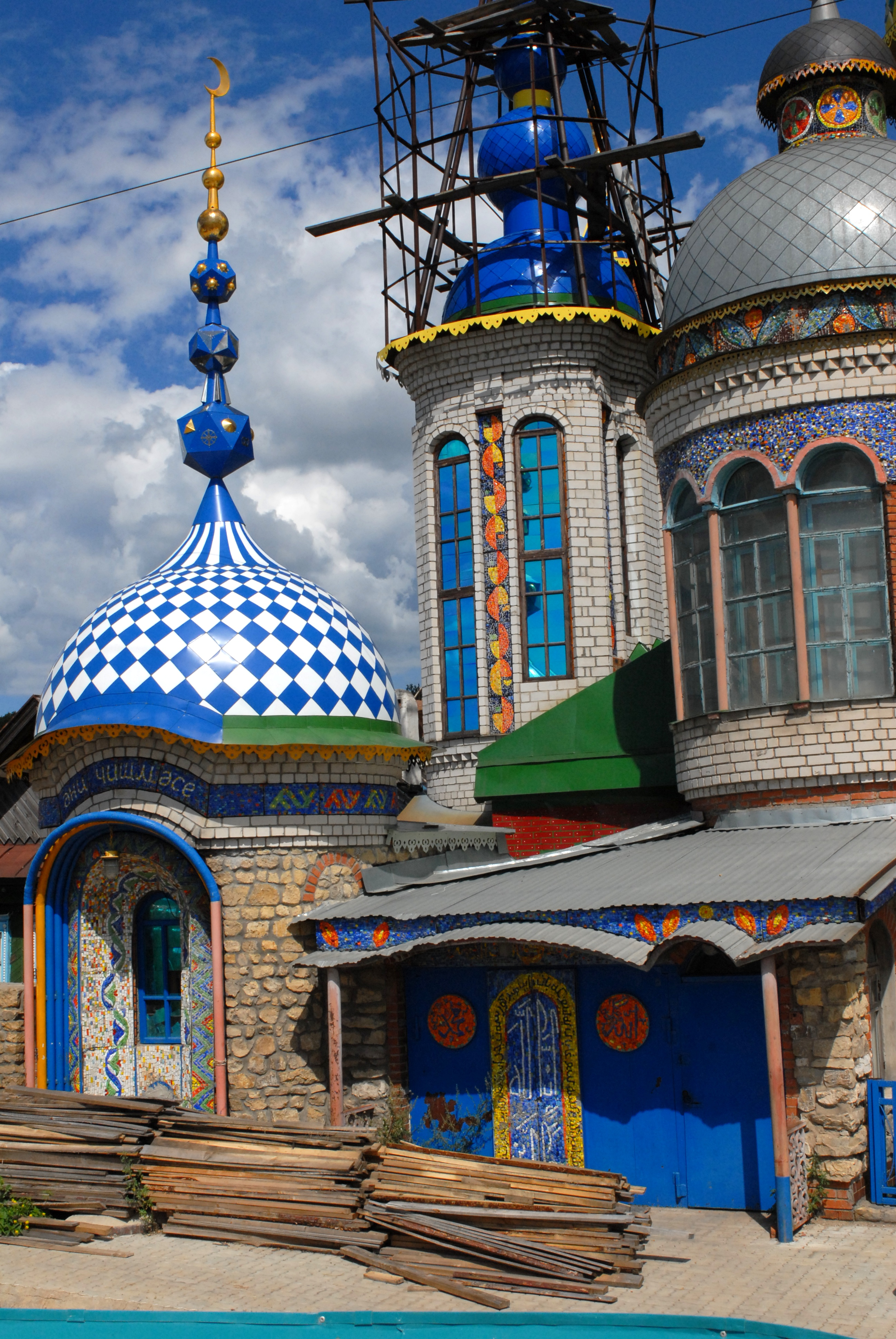